# Meristogenys orphnocnemis
Espèce
Synonymes
- Amolops orphnocnemis Matsui, 1986

Statut de conservation UICN

 LC  : Préoccupation mineure
Meristogenys orphnocnemis est une espèce d'amphibiens de la famille des Ranidae.

## Répartition
Cette espèce est endémique du Nord de Bornéo. Elle se rencontre :
- en Indonésie dans le nord du Kalimantan oriental ;
- en Malaisie orientale dans l'État du Sabah ;
- au Brunei.

## Description
Meristogenys orphnocnemis mesure de 32 à 37 mm pour les mâles et de 59 à 66 mm pour les femelles. Son dos est brun chocolat. 

## Publication originale
- Matsui, 1986 : Three new species of Amolops (Amphibia, Anura, Ranidae). Copeia, vol. 1986, no 3, p. 623-630.